# قناة سانت جورج

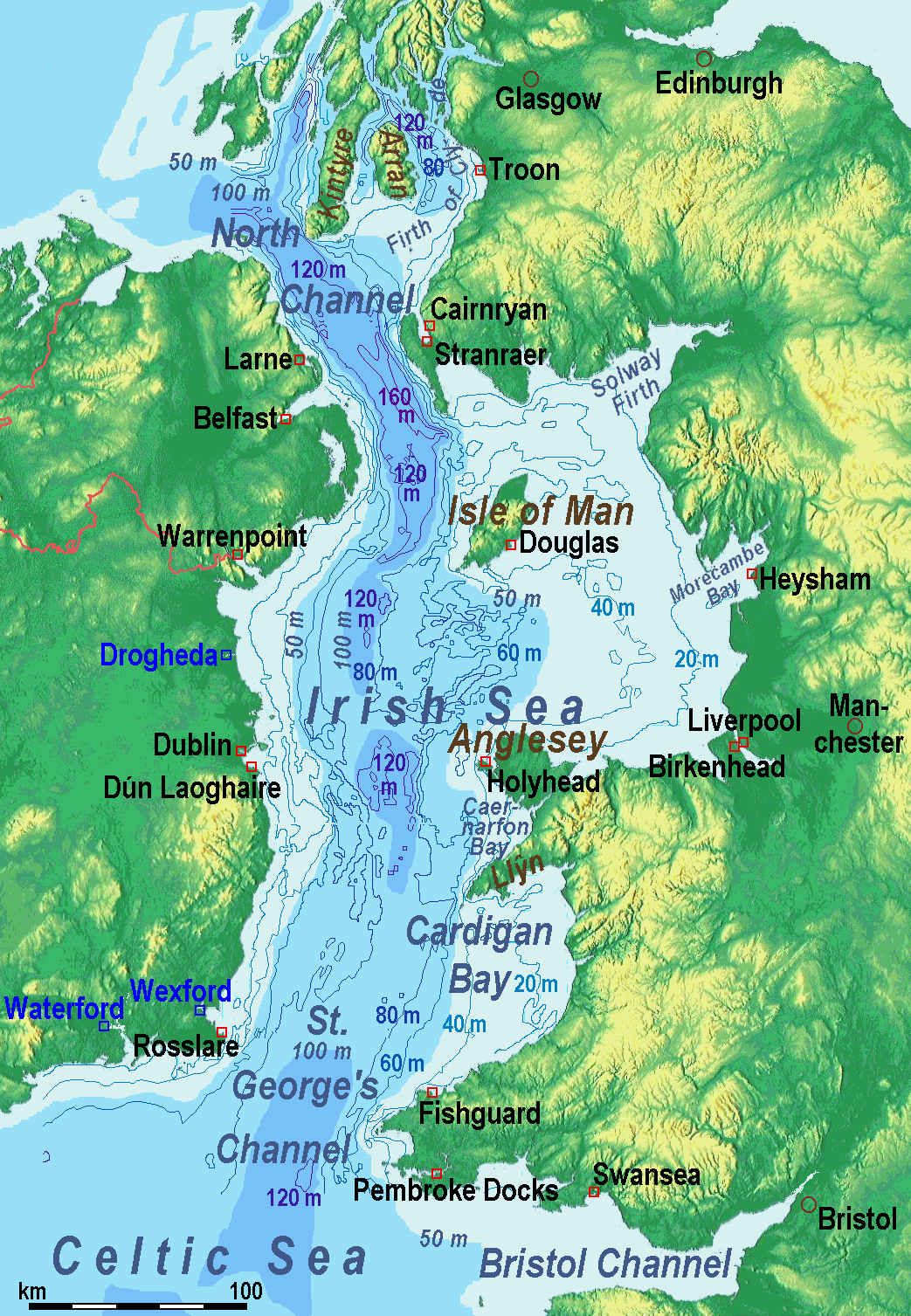
خارطة لقناة سانت جورج والبحر الأيرلندي.

قناة سانت جورج ذراع من المحيط الأطلسي تفصل بين ويلز وجنوبي أيرلندا.
يبلغ طولها نحو 160 كم، وتجري من دبلن والرأس المقدس إلى رأس القديس ديفيد.

## المصدر
1. ↑  الموسوعة العربية العالمية - الجزء 18 (ط. الثانية). الرياض: مؤسسة أعمال الموسوعة للنشر والتوزيع. 1419 هـ (1999 م). ص. 341. ISBN:9960803503. {{استشهاد بكتاب}}: تحقق من التاريخ في: |سنة= (مساعدة)